# Viktoria Adelheid von Schleswig-Holstein-Sonderburg-Glücksburg

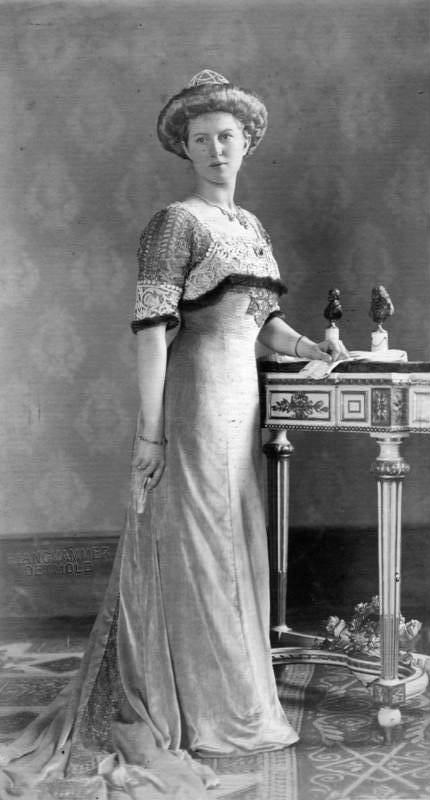
Viktoria Adelheid von Sachsen-Coburg und Gotha (1912)

Prinzessin Viktoria Adelheid von Schleswig-Holstein-Sonderburg-Glücksburg, vollständiger Name Viktoria Adelheid Helena Louise Maria Frederike von Schleswig-Holstein-Sonderburg-Glücksburg (* 31. Dezember 1885 auf Gut Grünholz in Thumby bei Kappeln; † 3. Oktober 1970 in Grein, Österreich) war eine deutsche Adlige und durch Heirat die letzte Herzogin von Sachsen-Coburg und Gotha; sowie ein Mitglied der britischen Königsfamilie.

## Leben

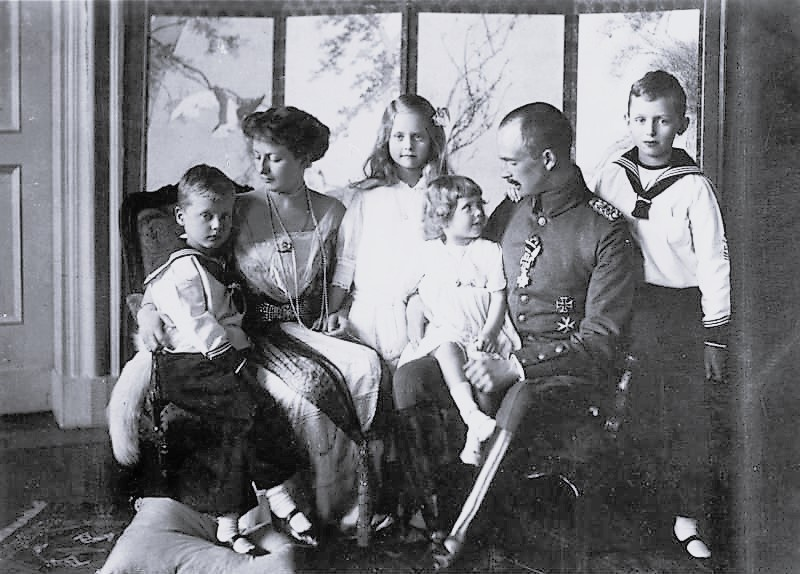
Viktoria Adelheid mit Familie, Juni 1918

Viktoria Adelheid war die älteste Tochter von Herzog Friedrich Ferdinand von Schleswig-Holstein-Sonderburg-Glücksburg (1855–1934) und seiner Frau Prinzessin Caroline Mathilde von Schleswig-Holstein-Sonderburg-Augustenburg (1860–1932), Tochter von Herzog Friedrich VIII. von Schleswig-Holstein und Prinzessin Adelheid zu Hohenlohe-Langenburg. Durch ihre Mutter war sie eine Nichte der letzten Deutschen Kaiserin Auguste Viktoria.
Auf einem Hofball im Berliner Stadtschloss am 15. Februar 1905 wurde Prinzessin Viktoria Adelheid der britische Prinz Carl Eduard von Sachsen-Coburg und Gotha, 2. Duke of Albany (1884–1954), einziger Sohn von Leopold, Duke of Albany und Prinzessin Helene von Waldeck-Pyrmont, vorgestellt. Umgehend danach wurde auf dem Ball die Verlobung bekannt gegeben. Am 11. Oktober 1905 folgte auf Schloss Glücksburg die Hochzeit mit dem inzwischen regierenden Herzog von Sachsen-Coburg und Gotha. Am 5. November 1905 hielt Viktoria Adelheid Einzug in Coburg, das ihr einen überaus herzlichen Empfang bereitete. Als neue Landesmutter gewann sie schnell die Sympathien der Bevölkerung aufgrund ihrer Herzlichkeit und Volksnähe. 
Das Coburger Tagesblatt schrieb anlässlich ihres 80. Geburtstages: „Unvergessen wird es bleiben, daß die Herzogin — eine Nichte der deutschen Kaiserin Augusta Viktoria — sich nie scheute, für sich und für andere mit dem Henkelkorb auf dem Markt einkaufen zu gehen oder nach 1945 mit dem Fahrrad vom Schloß Callenberg (ihrer ersten Nachkriegszuflucht, in deren Parkbereich der 1954 von schwerem Leiden erlöste Gatte neben dem 1941 gefallenen Sohn Hubertus letzte Ruhestatt gefunden) zum Einkauf nach Coburg zu fahren. Dieser selbstverständlichen Schlichtheit wegen zählen sie die Coburger zu den ihrigen. Sie vergessen nie, was sie ihrer einstigen Landesmutter zu verdanken haben.“
Herzogin Viktoria Adelheid ist im Forst von Schloss Callenberg bestattet.

## Nachkommen
Aus der Ehe gingen fünf Kinder hervor:
- Johann Leopold William Albert Ferdinand Victor (1906–1972)

⚭ 1932–1962 Feodora Freiin von der Horst (1905–1991)
⚭ 1963 Maria Theresia Reindl (1908–1996)
- Sibylla Calma Maria Alice Bathildis Feodora (1908–1972) ⚭ 1932 Gustav Adolf Erbprinz von Schweden
- Dietmar Hubertus Frederick William Philip (1909–1943), gefallen
- Caroline Mathilde Helene Ludwiga Augusta Beatrice (1912–1983)

⚭ 1931–1938 Friedrich Wolfgang Otto Graf von Castell-Rüdenhausen (1906–1940), gefallen
⚭ 1938–1944 Max Schnirring (1895–1944)
⚭ 1946–1947 Karl Andree (1912–1984)
- Friedrich Josias Carl Eduard Ernst Kyrill Harald (1918–1998)

⚭ 1942–1946 Viktoria Luise Gräfin zu Solms-Baruth (1921–2003)
⚭ 1948–1964 Denyse Henrietta de Muralt (1923–2005)
⚭ 1964 Kathrin Bremme (1940–2011)

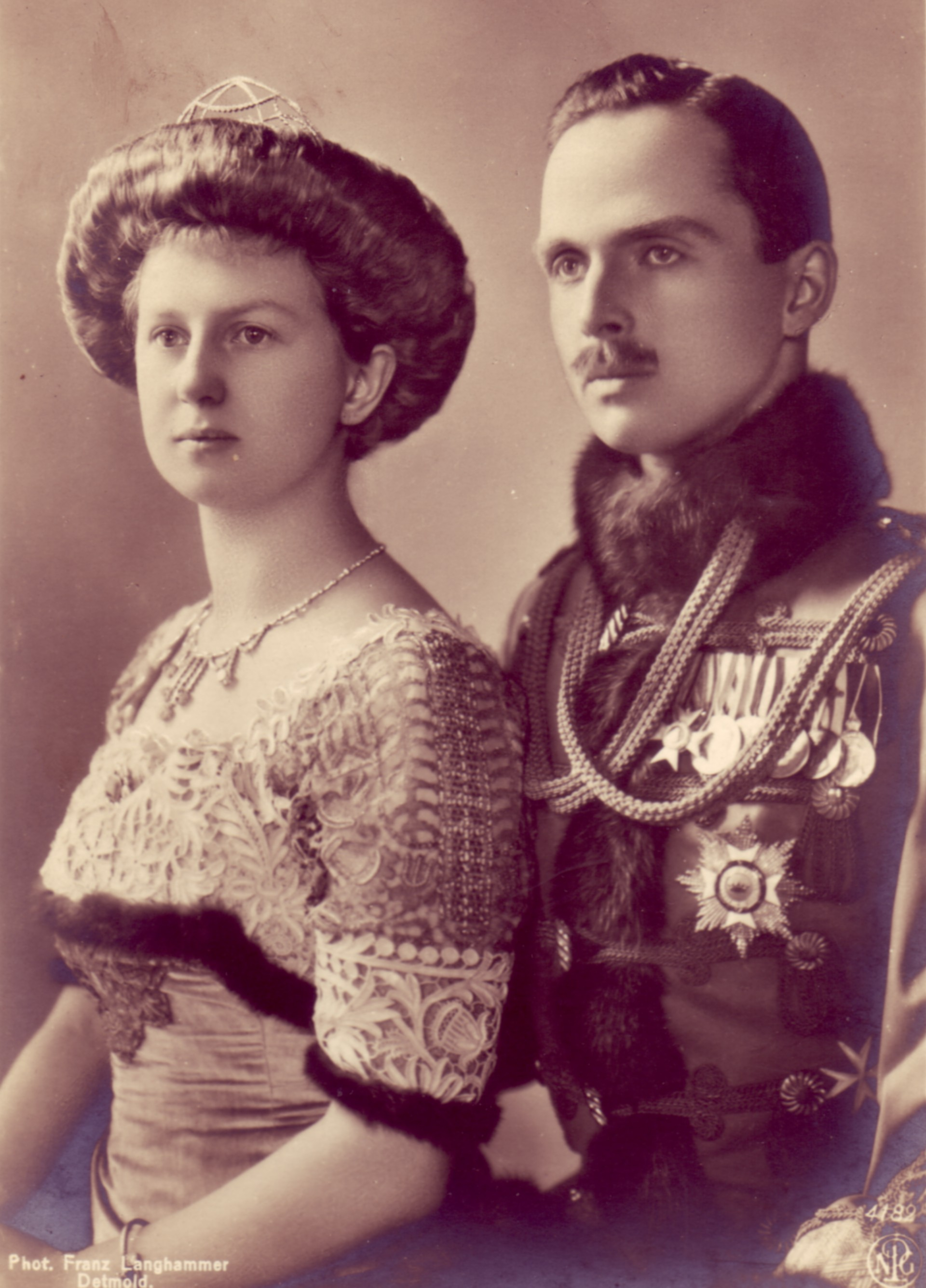
Viktoria Adelheid und Carl Eduard von Sachsen-Coburg und Gotha, 1912

Nach der Abdankung des Kaisers Wilhelm II. sah sich ihr Ehemann 1918 zum Rücktritt gezwungen; gemeinsam mit den Kindern wohnte das Ehepaar in Coburg.

## Titel in verschiedenen Lebensphasen
- 1885–1905 Ihre Durchlaucht Prinzessin Viktoria Adelheid von Schleswig-Holstein-Sonderburg-Glücksburg
- 1905–1918 Ihre Königliche Hoheit die Herzogin von Sachsen-Coburg und Gotha
  - 1905–1919 Ihre Königliche Hoheit die Herzogin zu Albany

## Sonstiges
Nach ihr wurden benannt:
- das Säuglingsheim Viktoria-Adelheid-Pflege in Gotha,
- die Viktoria-Adelheid-Schutzhütte auf dem Brandstetterkogel in der Gemeinde Neustadtl an der Donau im Bezirk Amstetten in Niederösterreich.